# Arch Rivals
Arch Rivals är ett basketspel som ursprungligen utgavs 1989 av Midway som arkadspel. 
Spelet porterades även till flera hemkonsoler, bland andra NES och Sega Mega Drive. Spelet släpptes också på samlingar som Midway Arcade Treasures 2 till Playstation 2, Xbox och Nintendo Gamecube, Midway Arcade Treasures Deluxe Edition till PC, och Midway Arcade Origins till Playstation 3 och Xbox 360.

## Handling
Spelet marknadssfördes av Midway som "A Basket Brawl", och varje lag består av två spelare. En av metoderna för att erövra bollen från montståndarlaget är att dela ut slag till motståndaren. Lagen i arkadversionen är Chicago, Los Angeles, New York, Denver, Natural High och Brawl State.

### Fotnoter
1. ↑  http://www.ign.com/articles/2012/11/14/midway-arcade-origins-review